# Louis Bosset
Pour les articles homonymes, voir Bosset (homonymie).
Louis Bosset, né à Corcelles-près-Payerne le 26 avril 1880 et mort à Payerne le 28 juin 1950, est un architecte et archéologue cantonal vaudois, en Suisse.

## Biographie
Louis-Frédéric Bosset est fils d’agriculteur. Il étudie dès 1895 l’architecture au Technicum de Bienne, dont il sort diplômé en 1897. Il cultive par la suite sa pratique de l’allemand par des stages à Zurich et à Winterthour, avant d’entrer en 1899, à Vienne, à la Technische Universität Wien, dont il est diplômé en 1901. Rentré en 1902 à Payerne, il y ouvre son atelier, associé dès 1906 à son camarade d’études Louis Bueche (1880-1952), qui ouvre en parallèle son propre bureau à Saint-Imier. En 1910, Louis Bueche épouse Yvonne Bosset, et devient ainsi le beau-frère de Louis Bosset. Les deux architectes utilisent le même timbre « Bosset & Bueche ».
Si ces associés participent à de nombreux concours sans remporter de premier prix, ils construisent en revanche de nombreuses villas et habitations, surtout dans la région de Payerne, dans la Broye et dans le Jura bernois. Leur art éclectique allie Art Nouveau et Heimatstil, mais Bosset s’intéresse également à l’urbanisme et aux techniques contemporaines, construisant à Payerne l’un des premiers ponts en béton de Suisse.
Tout comme l’avait déjà fait son père, Louis Bosset poursuit aussi une carrière politique. Membre actif du parti radical, il est élu en 1921 à la Municipalité de Payerne, puis est même syndic de cette commune (1929-1941) . Nommé archéologue cantonal vaudois en 1934, il succède à Albert Naef. Bosset joue un rôle important dans la découverte du passé romain et médiéval de sa région. Dès 1910, il fouille, en collaboration avec Naef, le site romain d’Aventicum, où il va poursuivre épisodiquement ses recherches jusqu’en 1947, notamment au temple du Cigognier, au théâtre et à l’amphithéâtre. En 1939, la découverte du buste en or de Marc Aurèle attire l’attention sur ces travaux. Bosset préside la Société vaudoise d’histoire et d’archéologie (1936-1937), l’association Pro Aventico (1937-1950), tout comme la Société suisse de préhistoire (1947-1949) .
L’archéologue cantonal étant à cette époque chargé également de la supervision du patrimoine bâti, Louis Bosset dirige d’importants travaux touchant notamment l’ancienne abbatiale de Payerne, le temple paroissial de Payerne, le château de Chillon, la cathédrale de Lausanne, l’église Saint-Étienne de Moudon. Comme de nombreux spécialistes de sa génération, Bosset jouait à la fois le rôle d’archéologue, de conservateur des monuments et d’architecte ; ce mélange des genres sera rejeté après la signature de la Charte de Venise en 1964.

## Œuvres

### Payerne
1909-1910 Sentier des Invuardes 13. Construction de la villa Louis Bosset, demeure familiale.
1909 avenue Jomini 22, villa Rittener, aux lignes inspirées du Jugendstil.
1912 rue de Lausanne 29, immeuble des Charcuteries réunies.
1913 route de Corcelles 12, villa Les Tilleuls.
1916-1918 rue du Temple 15, villa Perrin, construite pour un médecin, beau-frère de l’architecte.
1919 rue des Moulins 27, maison pour le facteur Givel.
1920 pont Guillermaux, l’un des premiers ouvrages en béton armé à arc tendu.
1927 rue du Temple 9, immeuble Banque populaire de la Broye, collaboration entre les bureaux Bosset & Bueche et Oesch & Rossier, du Locle.

### Archives
- Fonds : Louis Bosset (1880 - 1950) [2,40 mètres linéaires].  Cote : CH-000053-1 PP 110. Archives cantonales vaudoises (présentation en ligne).
- Fonds : Louis Bosset (1897 - 1950) [9,00 mètres linéaires].  Cote : CH-000053-1 PP 347. Archives cantonales vaudoises (présentation en ligne).